# Фоццано
Фоццано (фр. Fozzano, корс. Fuzzà) — коммуна во Франции, находится в регионе Корсика. Департамент коммуны — Южная Корсика. Входит в состав кантона Ольмето. Округ коммуны — Сартен.
Код INSEE коммуны — 2A118.

## Население
Население коммуны на 2008 год составляло 193 человека.
| 1962 | 1968 | 1975 | 1982 | 1990 | 1999 | 2008 |
| ---- | ---- | ---- | ---- | ---- | ---- | ---- |
| 135  | 150  | 174  | 182  | 152  | 195  | 193  |

## Экономика
В 2007 году среди 124 человек в трудоспособном возрасте (15—64 лет) 80 были экономически активными, 44 — неактивными (показатель активности — 64,5 %, в 1999 году было 62,1 %). Из 80 активных работали 72 человека (42 мужчины и 30 женщин), безработных было 8 (2 мужчины и 6 женщин). Среди 44 неактивных 9 человек были учениками или студентами, 10 — пенсионерами, 25 были неактивными по другим причинам.
В 2008 году в коммуне насчитывалось 84 домохозяйства, в которых проживали 193 человека, медиана доходов составляла 14 045 евро на одного человека.